# Oxypteron
Oxypteron is een geslacht van vlinders van de familie bladrollers (Tortricidae), uit de onderfamilie Tortricinae.

## Soorten
- O. algerianum Razowski, 1965
- O. eremica (Walsingham, 1907)
- O. exiguana (de La Harpe, 1860)
- O. homsana Amsel, 1954
- O. impar Staudinger, 1871
- O. kruegeri (Turati, 1924)
- O. palmoni (Amsel, 1940)
- O. polita (Walsingham, 1907)
- O. schawerdai (Rebel, 1936)
- O. wertheimsteini (Rebel, 1913)